# Buch der Erinnerung (Album)
Buch der Erinnerung ist ein unautorisiertes Kompilationsalbum der deutschen Rockband Böhse Onkelz. Es wurde am 4. Mai 1998 über das Label Bellaphon Records veröffentlicht.

## Hintergrund
Die Böhsen Onkelz hatten Bellaphon Records bereits 1994 verlassen. Auch vier Jahre nach dem Weggang der Band versuchte das Label noch, mit dem Material der Gruppe Geld zu verdienen, und veröffentlichte die Kompilation Buch der Erinnerung.

## Inhalt
Die für Buch der Erinnerung ausgewählten Lieder wurden den auf Bellaphon Records in den Jahren 1991 bis 1994 veröffentlichten Alben der Band entnommen. So stammen sechs Songs vom Album Heilige Lieder, je vier Stücke von Wir ham’ noch lange nicht genug und Weiß, drei Titel aus dem Album Schwarz sowie ein Track von Gehasst, verdammt, vergöttert.

## Covergestaltung
Das Albumcover ist an das eines alten Buches angelehnt und in braunen Farbtönen gehalten. In hellbraunen Buchstaben sind oben der Schriftzug Buch der Erinnerung und unten das böhse onkelz-Logo zu sehen. Mittig befindet sich eine ornamentähnliche Abbildung. Links oben steht in Gelb der Zusatz Aufnahmen aus den Jahren 1991 bis 1994.

## Titelliste
| #  | Titel                                 | Länge | Original-Album                  |
| -- | ------------------------------------- | ----- | ------------------------------- |
| 1  | Buch der Erinnerung                   | 4:36  | Heilige Lieder                  |
| 2  | Erkennen Sie die Melodie              | 4:04  | Schwarz                         |
| 3  | Willkommen                            | 3:04  | Weiß                            |
| 4  | Wir sind nicht allein                 | 4:19  | Wir ham’ noch lange nicht genug |
| 5  | Nur die Besten sterben jung           | 3:55  | Wir ham’ noch lange nicht genug |
| 6  | Nenn mich wie du willst               | 4:21  | Heilige Lieder                  |
| 7  | Lieber stehend sterben                | 3:48  | Weiß                            |
| 8  | Gehasst, verdammt, vergöttert         | 3:04  | Heilige Lieder                  |
| 9  | Worte der Freiheit                    | 5:26  | Schwarz                         |
| 10 | Deutschland im Herbst                 | 4:29  | Weiß                            |
| 11 | Diese Lieder                          | 5:10  | Heilige Lieder                  |
| 12 | Wenn wir einmal Engel sind            | 3:57  | Schwarz                         |
| 13 | Das erste Blut                        | 3:49  | Wir ham’ noch lange nicht genug |
| 14 | Fahrt zur Hölle                       | 3:31  | Weiß                            |
| 15 | Wir ham noch lange nicht genug        | 4:50  | Wir ham’ noch lange nicht genug |
| 16 | Intro Oratorium                       | 1:32  | Heilige Lieder                  |
| 17 | Heilige Lieder                        | 4:42  | Heilige Lieder                  |
| 18 | Die Böhsen Onkelz geben sich die Ehre | 4:00  | Gehasst, verdammt, vergöttert   |

## Chartplatzierungen
Obwohl die Veröffentlichung von der Band nicht autorisiert war, erreichte das Album Platz 58 in den deutschen Charts und konnte sich 19 Wochen in den Top 100 halten.